# Nmixx
Nmixx (Hangul: 엔믹스; thường được cách điệu là NMIXX) là một nhóm nhạc nữ Hàn Quốc được thành lập bởi SQU4D, một phân khu trực thuộc JYP Entertainment. Nhóm bao gồm 6 thành viên: Lily, Haewon, Sullyoon, Bae, Jiwoo và Kyujin sau khi Jinni rời nhóm vì lý do cá nhân. Nhóm chính thức ra mắt vào ngày 22 tháng 2 năm 2022 với single album đầu tay Ad Mare.

## Tên gọi
Trong tên gọi "NMIXX", chữ cái "N" có nghĩa là "now (bây giờ), new (mới), next (tiếp theo) và những điều chưa biết (n); còn "MIX" có nghĩa tượng trưng cho "sự kết hợp" và "tính đa dạng". Do đó, "NMIXX" có nghĩa là "một sự kết hợp tốt nhất chịu trách nhiệm cho một kỷ nguyên mới".

## Lịch sử

### Trước khi ra mắt
- Lily từng là cựu thí sinh của chương trình K-Pop Star mùa 4, cô còn góp giọng trong MV "If You Do" của GOT7 vào năm 2015.
- Sullyoon là cựu thực tập sinh của Woolim Entertainment.

### 2022: Debut vớiAD MARE, trở lại vớiENTWURF,Funky Glitter Christmasvà thành viên Jinni rời nhóm
Ngày 9 tháng 7 năm 2021, JYP Entertainment thông báo sẽ cho ra mắt nhóm nữ mới vào tháng 2 năm 2022, kể từ ITZY vào năm 2019. Từ ngày 16 tháng 7 đến ngày 25 tháng 7, JYP Entertainment đã cho ra mắt blind package đĩa đơn đầu tay phiên bản giới hạn của nhóm, có tựa Blind Package bao gồm CD, photobook, photocard, poster, thẻ thành viên cao cấp, polaroid ngẫu nhiên,... Các thành viên được tiết lộ từ ngày 6 tháng 8 đến ngày 19 tháng 11 thông qua các video dance cover và cover các bài hát (theo thứ tự: Jinni, Jiwoo, Kyujin, Sullyoon, Bae, Haewon và Lily).
Vào ngày 26 tháng 1 năm 2022, JYP Entertainment công bố tên nhóm chính thức là "NMIXX". Vào ngày 2 tháng 2, công ty chủ quản của 7 cô nàng thông báo nhóm sẽ debut với single album Ad Mare vào ngày 22 tháng 2. Ngày 18 tháng 2 năm 2022, JYP Entertainment thông báo dời buổi showcase của nhóm vốn đã được lên lịch vào ngày 22 tháng 2 sang ngày 1 tháng 3 vì thành viên Bae có kết quả dương tính với COVID-19.
Ngày 1 tháng 3 năm 2022, buổi showcase đã được diễn ra. Cùng ngày, JYP Entertainment chính thức công bố tên fandom của nhóm là "NSWER" (viết tắt của North South West East Route, có nghĩa là "Lộ trình Đông Tây Nam Bắc").
Vào ngày 19 tháng 9 năm 2022, NMIXX chính thức comeback với single thứ 2 ENTWURF với ca khúc chủ đề "DICE".
Ngày 28 tháng 9, NMIXX được công bố là đại sứ toàn cầu của hãng thời trang LOEWE. Phía LOEWE cho biết năng lượng vui vẻ, hình ảnh táo bạo và đầy thử thách của NMIXX rất phù hợp với tầm nhìn của hãng hướng tới tương lai.
Ngày 9 tháng 12 năm 2022, JYP thông báo thành viên Jinni chính thức rời khỏi nhóm, vì vậy NMIXX sẽ tiếp tục hoạt động với 6 thành viên.

### 2023: Trở lại vớiexpérgo, showcase tourNICE TO MIXX YOUvàA Midsummer NMIXX's Dream
Ngày 20 tháng 3, NMIXX đã chính thức phát hành EP đầu tay expérgo với ca khúc chủ đề là "Love Me Like This". Với bài hát này, nhóm đã dành được chiến thắng đầu tiên trong sự nghiệp trên chương trình âm nhạc Show Champion vào ngày 29 tháng 3. JYP Entertainment thông báo NMIXX sẽ tổ chức showcase tên NICE TO MIXX YOU bao gồm 13 ngày trên khắp Hoa Kỳ và châu Á bắt đầu vào tháng 5 năm 2023.
Vào ngày 20 tháng 6, JYP thông báo NMIXX sẽ phát hành single thứ 3 A Midsummer NMIXX's Dream vào ngày 11 tháng 7. Vào ngày 24 tháng 6, một video teaser có tựa đề "A Midsummer Night's Phantom" được phát hành. Vào ngày 2 tháng 7, video teaser của bài hát "Roller Coaster" đã được đăng tải trên kênh Youtube của công ty quản lý của nhóm, JYP Entertainment. 1 ngày sau, ngày 3 tháng 7, MV của Roller Coaster được phát hành. Vào ngày 9 tháng 7, video teaser của MV "Party O'Clock" đã được phát hành. Album cuối cùng đã được phát hành cùng với MV của bài hát "Party O'Clock" vào ngày 11 tháng 7.

### 2023-2024:Fe3O4: Break và Fe3O4: Stick Out
Vào ngày 28 tháng 11 năm 2023, JYP Entertainment thông báo rằng NMIXX sẽ phát hành EP mở rộng thứ hai mang tên Fe3O4: Break vào ngày 15 tháng 1 năm 2024. Bên cạnh đó, nhóm cũng thông báo sẽ phát hành đĩa đơn "Soñar (Breaker)" vào ngày 4 tháng 12 năm 2023.
Vào lúc 18 giờ ngày 4 tháng 12 năm 2023 (KST), MV "Soñar (Breaker)" được phát hành trên kênh YouTube của JYP Entertainment, đồng thời single này cũng sẽ được phát hành trên các nền tảng nhạc số khác.
Ngày 8 tháng 1 năm 2024, video biểu diễn cho "Run For Roses", bài hát trong EP sắp ra mắt được đăng tải, đánh dấu lần đầu tiên được phát hành trên mạng xã hội thay vì chỉ do nhóm biểu diễn tại các show âm nhạc hay trong buổi fan meeting, concert.
Ngày 15 tháng 1 năm 2024, MV "DASH", bài hát chủ đề trong Fe3O4: Break, được phát hành, đồng thời EP cũng được phát hành trên các nền tảng nhạc số, với 7 bài hát.
Đĩa mở rộng thứ ba của NMIXX, Fe3O4: Stick Out, được phát hành vào ngày 19 tháng 8, với ca khúc chủ đề "See That?". Vào ngày 11 tháng 10, nhóm đã phát hành phiên bản tiếng Tây Ban Nha của "Soñar".

## Thành viên
- Chú thích: In đậm là nhóm trưởng

| Nghệ danh           | Nghệ danh | Tên khai sinh        | Tên khai sinh     | Tên khai sinh | Tên khai sinh    | Vị trí                                          | Ngày sinh         | Nơi sinh           | Quốc tịch |
| Latinh              | Hangul    | Latinh               | Hangul            | Hanja         | Hán-Việt         | Vị trí                                          | Ngày sinh         | Nơi sinh           | Quốc tịch |
| Thành viên hiện tại |           |                      |                   |               |                  |                                                 |                   |                    |           |
| Lily                | 릴리      | Lily Jin Park Morrow | 릴리 진 박 머로우 | 朴珍          | Phác Trân        | Main Vocalist                                   | 17 tháng 10, 2002 | Victoria, Úc       | Úc        |
| Lily                | 릴리      | Park Jin             | 박진              | 朴珍          | Phác Trân        | Main Vocalist                                   | 17 tháng 10, 2002 | Victoria, Úc       | Hàn Quốc  |
| Haewon              | 해원      | Oh Hae-won           | 오해원            | 吳海嫄        | Ngô Hải Nguyên   | Main Vocalist, Lead Dancer                      | 25 tháng 2, 2003  | Incheon, Hàn Quốc  | Hàn Quốc  |
| Sullyoon            | 설윤      | Seol Yoon-ah         | 설윤아            | 薛侖娥        | Tiết Luân Nga    | Lead Vocalist, Visual                           | 26 tháng 1, 2004  | Daejeon, Hàn Quốc  | Hàn Quốc  |
| Bae                 | 배이      | Bae Jin-sol          | 배진솔            | 裵眞率        | Bùi Trân Suất    | Sub Vocalist, Sub Rapper, Dancer                | 28 tháng 12, 2004 | Busan, Hàn Quốc    | Hàn Quốc  |
| Jiwoo               | 지우      | Kim Ji-woo           | 김지우            | 金智友        | Kim Trí Hữu      | Main Rapper, Lead Dancer, Sub Vocalist          | 13 tháng 4, 2005  | Gyeonggi, Hàn Quốc | Hàn Quốc  |
| Kyujin              | 규진      | Jang Kyu-jin         | 장규진            | 張圭珍        | Trương Khuê Trân | Main Dancer, Lead Rapper, Lead Vocalist, Maknae | 26 tháng 5, 2006  | Gyeonggi, Hàn Quốc | Hàn Quốc  |
| Cựu thành viên      |           |                      |                   |               |                  |                                                 |                   |                    |           |
| Jinni               | 지니      | Choi Yun-jin         | 최윤진            | 崔允珍        | Thôi Duẫn Trân   | Lead Vocalist, Lead Dancer, Sub Rapper          | 16 tháng 4, 2004  | Busan, Hàn Quốc    | Hàn Quốc  |

Dòng thời gian

## Danh sách đĩa nhạc

### Đĩa mở rộng
| Tên                                                                                          | Thông tin | Thứ hạng cao nhất | Thứ hạng cao nhất | Thứ hạng cao nhất | Thứ hạng cao nhất | Doanh số                  | Chứng nhận          |
| Tên                                                                                          | Thông tin | HQ                | NB                | US                | US World          | Doanh số                  | Chứng nhận          |
| -------------------------------------------------------------------------------------------- | --- | ----------------- | ----------------- | ----------------- | ----------------- | ------------------------- | ------------------- |
| expérgo                                                                                      | - Ngày phát hành: 20 tháng 3 năm 2023 - Hãng đĩa: JYP Entertainment, Dreamus - Định dạng: CD, tải về, stream | 2                 | 8                 | 122               | 5                 | - HQ: 955,193 - NB: 9,076 | - KMCA: 3× Bạch kim |
| Fe3O4: Break                                                                                 | - Ngày phát hành: 15 tháng 1 năm 2024 - Hãng đĩa: JYP Entertainment - Định dạng: CD, tải về, stream          |                   |                   |                   |                   |                           |                     |
| "—" biểu thị không đạt được thứ hạng tại bảng xếp hạng hoặc không phát hành tại lãnh thổ đó. | |                   |                   |                   |                   |                           |                     |

### Album đĩa đơn
| Tên                                                                                          | Thông tin | Thứ hạng cao nhất | Thứ hạng cao nhất | Doanh số        | Chứng nhận          |
| Tên                                                                                          | Thông tin | HQ                | NB                | Doanh số        | Chứng nhận          |
| -------------------------------------------------------------------------------------------- | --- | ----------------- | ----------------- | --------------- | ------------------- |
| AD MARE                                                                                      | - Ngày phát hành: 22 tháng 2 năm 2022 - Hãng đĩa: JYP Entertainment, Dreamus - Định dạng: CD, tải về, stream | 1                 | —                 | - HQ: 490,273   | - KMCA: 2× Bạch kim |
| ENTWURF                                                                                      | - Ngày phát hành: 19 tháng 9 năm 2022 - Hãng đĩa: JYP Entertainment, Dreamus - Định dạng: CD, tải về, stream | 1                 | 53                | - HQ: 575,149   | - KMCA: 2× Bạch kim |
| A Midsummer NMIXX's Dream                                                                    | - Ngày phát hành: 11 tháng 7 năm 2023 - Hãng đĩa: JYP Entertainment, Dreamus - Định dạng: CD, tải về, stream |                   |                   | - HQ: 1,030,541 |                     |
| "—" biểu thị không đạt được thứ hạng tại bảng xếp hạng hoặc không phát hành tại lãnh thổ đó. | |                   |                   |                 |                     |

### Đĩa đơn
| Tên                                                                                     | Năm  | Peak chart positions | Peak chart positions | Peak chart positions | Peak chart positions | Peak chart positions | Peak chart positions | Peak chart positions | Peak chart positions | Peak chart positions | Album                         |
| Tên                                                                                     | Năm  | KOR                  | KOR                  | JPN Hot              | MLY                  | MLY                  | SGP                  | SGP                  | VN Hot               | WW                   | Album                         |
| Tên                                                                                     | Năm  | Circle               | Hot                  | JPN Hot              | RIM                  | Songs                | RIAS                 | Songs                | VN Hot               | WW                   | Album                         |
| --------------------------------------------------------------------------------------- | ---- | -------------------- | -------------------- | -------------------- | -------------------- | -------------------- | -------------------- | -------------------- | -------------------- | -------------------- | ----------------------------- |
| "O.O"                                                                                   | 2022 | 81                   | 63                   | 42                   | 8                    | 17                   | 16                   | 18                   | 38                   | 138                  | AD MARE                       |
| "DICE"                                                                                  | 2022 | 49                   | 16                   | 56                   | —                    | —                    | 20                   | 23                   | 74                   | 155                  | ENTWURF                       |
| "Funky Glitter Christmas"                                                               | 2022 | —                    | —                    | —                    | —                    | —                    | —                    | —                    | —                    | —                    | Đĩa đơn không nằm trong album |
| "Young, Dumb, Stupid"                                                                   | 2023 | 50                   | —                    | —                    | —                    | —                    | —                    | —                    | —                    | —                    | expérgo                       |
| "Love Me Like This"                                                                     | 2023 | 11                   | 11                   | —                    | —                    | —                    | 30                   | —                    | —                    | —                    | expérgo                       |
| "Roller Coaster"                                                                        | 2023 | 100                  | 23                   | —                    | —                    | —                    | —                    | —                    | —                    | —                    | A Midsummer NMIXX's Dream     |
| "Party O'Clock"                                                                         | 2023 | 139                  | —                    | —                    | —                    | —                    | —                    | —                    | —                    | —                    | A Midsummer NMIXX's Dream     |
| "Soñar (Breaker)"                                                                       | 2023 |                      |                      |                      |                      |                      |                      |                      |                      |                      | Fe3O4: Break                  |
| "—" biểu thị bản ghi không có bảng xếp hạng hoặc không được phát hành trong lãnh thổ đó |      |                      |                      |                      |                      |                      |                      |                      |                      |                      |                               |

### Đĩa đơn quảng bá
| Tên                                                                                     | Năm  | Peak chart positions | Album                         |
| Tên                                                                                     | Năm  | KOR Circle           | Album                         |
| --------------------------------------------------------------------------------------- | ---- | -------------------- | ----------------------------- |
| "Hey Gabby!" (안녕 개비!)                                                               | 2022 | —                    | Gabby's Dollhouse X NMIXX     |
| "Sprinkle Party" (스프링클 파티)                                                        | 2022 | —                    | Gabby's Dollhouse X NMIXX     |
| "Kiss" (Rainbow cover)                                                                  | 2022 | 55                   | Đĩa đơn không nằm trong album |
| "—" biểu thị bản ghi không có bảng xếp hạng hoặc không được phát hành trong lãnh thổ đó |      |                      |                               |

### B-side
| Tên                                                                                     | Năm  | Peak chart positions | Album   |
| Tên                                                                                     | Năm  | KOR Circle           | Album   |
| --------------------------------------------------------------------------------------- | ---- | -------------------- | ------- |
| "TANK" (占)                                                                             | 2022 | 121                  | AD MARE |
| "COOL (Your rainbow)"                                                                   | 2022 | 39                   | ENTWURF |
| "PAXXWORD"                                                                              | 2023 | 61                   | expérgo |
| "Just Did It"                                                                           | 2023 | 65                   | expérgo |
| "My Gosh"                                                                               | 2023 | 66                   | expérgo |
| "HOME"                                                                                  | 2023 | 72                   | expérgo |
| "—" biểu thị bản ghi không có bảng xếp hạng hoặc không được phát hành trong lãnh thổ đó |      |                      |         |

## Danh sách video

### Video âm nhạc
| Tên                       | Năm  | Đạo diễn                              | Album                     | Nhà tài trợ |
| ------------------------- | ---- | ------------------------------------- | ------------------------- | ----------- |
| "O.O"                     | 2022 | Digipedi                              | AD MARE                   | Coca Cola   |
| "DICE"                    | 2022 | HighQualityFish                       | ENTWURF                   | Không có    |
| "Funky Glitter Christmas" | 2022 | Woonghui (wwhh)                       |                           | Không có    |
| "Young, Dumb, Stupid"     | 2023 | Hong Jae-hwan và Lee Hye-su (Swisher) | expérgo                   | Không có    |
| "Love Me Like This"       | 2023 | Beomjin (Paranoid Paradigm)           | expérgo                   | Không có    |
| "Roller Coaster"          | 2023 | SOZE YOON (Studio Gaze)               | A Midsummer NMIXX's Dream | Không có    |
| "Party O'Clock"           | 2023 | Kwon Yong-soo (Studio Saccharin)      | A Midsummer NMIXX's Dream | Không có    |
| "Soñar (Breaker)"         | 2023 |                                       | Fe3O4: Break              | Không có    |
| Dash                      |      |                                       | Fe3O4: Break              | Không có    |

## Giải thưởng và đề cử
| Tên giải thưởng           | Năm  | Hạng mục                             | Đề cử   | Kết quả   | Chú thích |
| ------------------------- | ---- | ------------------------------------ | ------- | --------- | --------- |
| Asia Artist Awards        | 2022 | Best Emotive Award – Music           | NMIXX   | Đoạt giải | [ 35 ]    |
| Asia Artist Awards        | 2022 | New Wave Award – Music               | NMIXX   | Đoạt giải | [ 35 ]    |
| Asia Artist Awards        | 2022 | DCM Popularity Award – Female Singer | NMIXX   | Đề cử     | [ 36 ]    |
| Asia Artist Awards        | 2022 | Idolplus Popularity Award – Music    | NMIXX   | Đề cử     | [ 37 ]    |
| Circle Chart Music Awards | 2023 | Album of the Year – 1st Quarter      | AD MARE | Đề cử     | [ 38 ]    |
| Circle Chart Music Awards | 2023 | New Artist of the Year – Digital     | "O.O"   | Đề cử     | [ 39 ]    |
| Circle Chart Music Awards | 2023 | New Artist of the Year – Physical    | ENTWURF | Đề cử     | [ 39 ]    |
| Circle Chart Music Awards | 2023 | Song of the Year – February          | "O.O"   | Đề cử     | [ 40 ]    |
| Genie Music Awards        | 2022 | Best Female Rookie Award             | NMIXX   | Đề cử     | [ 41 ]    |
| Golden Disc Awards        | 2023 | Rookie Artist of the Year            | NMIXX   | Đề cử     | [ 42 ]    |
| MAMA Awards               | 2022 | Favorite New Artist                  | NMIXX   | Đoạt giải | [ 43 ]    |
| MAMA Awards               | 2022 | Artist of the Year                   | NMIXX   | Đề cử     | [ 44 ]    |
| MAMA Awards               | 2022 | Best New Female Artist               | NMIXX   | Đề cử     | [ 44 ]    |
| MAMA Awards               | 2022 | Worldwide Fans' Choice Top 10        | NMIXX   | Đề cử     | [ 44 ]    |
| Melon Music Awards        | 2022 | New Artist of the Year               | NMIXX   | Đề cử     | [ 45 ]    |

## Chương trình âm nhạc

### Show Champion
| Năm  | Ngày       | Bài hát             | Điểm |
| ---- | ---------- | ------------------- | ---- |
| 2023 | 29 tháng 3 | "Love Me Like This" | 9176 |
| 2024 | 24 tháng 1 | "DASH"              | 6849 |
| 2025 | 26 tháng 3 | "KNOW ABOUT ME"     | 6865 |

### M Countdown
| Năm  | Ngày       | Bài hát     | Điểm  |
| ---- | ---------- | ----------- | ----- |
| 2024 | 25 tháng 1 | "DASH"      | 9338  |
| 2024 | 29 tháng 8 | "See that?" | 10293 |

### Music Bank
| Năm  | Ngày       | Bài hát         | Điểm  |
| ---- | ---------- | --------------- | ----- |
| 2024 | 26 tháng 1 | "DASH"          | 11952 |
| 2024 | 30 tháng 8 | "See that?"     | 11821 |
| 2025 | 28 tháng 3 | "KNOW ABOUT ME" | 11040 |

### Inkigayo
| Năm  | Ngày       | Bài hát         | Điểm |
| ---- | ---------- | --------------- | ---- |
| 2024 | 28 tháng 1 | "DASH"          | 5901 |
| 2024 | 1 tháng 9  | "See that?"     | 6591 |
| 2025 | 30 tháng 3 | "KNOW ABOUT ME" | 5070 |